# Adam Sarota
Adam Sarota est un footballeur australien, né le 28 décembre 1988 à Gordonvale dans le Queensland. Il évolue comme milieu offensif.

## Palmarès
Vierge